# Ioan Pintea
Ioan Pintea (n. 26 octombrie 1961, Runcu-Salvei, Bistrița-Năsăud), este un preot paroh la Biserica “Sfinții Trei Ierarhi” Bistrița, director Biblioteca Județeană "George Coșbuc" Bistrița-Năsăud, redactor-șef „Mișcarea literară”, membru al Uniunii Scriitorilor din România (filiala Cluj).
Absolvent al Facultății de Teologie Ortodoxă, Universitatea Babeș-Bolyai Cluj-Napoca. 

## Debut
- Limba și literatura română – seria pentru elevi, 1972

## Debut editorial
- Antologia Alpha ’85, Editura Dacia, 1985, Cluj-Napoca

## Volume de poezie
- Frigul și frica, Editura Dacia, Cluj-Napoca, 1992
- Mormântul gol, Editura Dacia, Cluj-Napoca, 1999
- Grădina lui Ion, Editura Aletheia, Bistrița, 2000
- Casa Teslarului, Editura Cartea Românească, 2009 [1]
- 50. Poeme alese, Editura Eikon, Cluj-Napoca, 2011
- melci aborigeni/escargots aborigenes, Editura Charmides, 2013

## Imnografie creștină
- Slujba de canonizare a Cuviosului Pahomie de la Gledin (2006)
- Slujba de canonizare a Sfinților Martiri Năsăudeni (2007)

## Convorbiri, eseuri, jurnale
- Primejdia mărturisirii. Convorbiri cu N. Steinhardt, Editura Dacia, Cluj-Napoca, 1993; ediție definitivă, Editura Humanitas, 2006, Editura Polirom, 2009
- Însoțiri în Turnul Babel (eseuri și dialoguri), Editura Omniscop, Craiova, 1995
- Bucuria întrebării. Părintele Stăniloae în dialog cu Ioan Pintea, Editura Aletheia, Bistrița, 2002, Primul interviu publicat în presa din România înainte de 1989 cu marele teolog
- Admirații ortodoxe (eseuri teologice și literare), Editura Limes, Cluj-Napoca, 2003
- Mic jurnal discontinuu. Însemnările unui preot de țară, Editura Eikon, Cluj-Napoca, 2005
- Jurnal discontinuu cu N. Steinhardt, Editura Paralela 45, Pitești, 2007
- Proximități și mărturisiri, Jurnal, Editura Cartea Românească, 2012[2]

## Ediții îngrijite (selectiv)
- N. Steinhardt. Dăruind vei dobândi, Editura Dacia, Cluj-Napoca, 1994;
- N. Steinhardt. Călătoria unui fiu risipitor, Editura Adonai, București, 1995
- N. Steinhardt. Ispita lecturii, Editura Dacia, Cluj-Napoca, 2000
- N. Steinhardt. Pledoarie pentru o literatură nobilă si sentimentală (volumul I și II), împreună cu Radu Săplăcan, Editura Cronica, Iași, 2001, 2003
- N. Steinhardt. Eu însumi și alți câțiva (eseuri noi și vechi), Editura Dacia, Cluj-Napoca, 2001
- N. Steinhardt. O icoană maramureșană Nicolae Monahul, Bistrița, 2002
- N. Steinhardt. Eseu romanțat asupra neizbânzii, Editura Timpul, Iași, 2003
- N. Steinhardt. Cuvinte de credință, ediție definitivă, Editura Humanitas, 2006
- Pro Memoria – Preot Protopop Grigore Pletosu, Editura Aletheia, Bistrița, 1999
- In aeternum. Nicolae Bălan – Arhiepiscop și Mitropolit,  Editura Aletheia, Bistrița, 2001
- Cartea de la Runc,  Editura Aletheia, Bistrița, 2002
- Radu Săplăcan – Exerciții de balistică, Editura Eikon, Cluj-Napoca, 2003
- Nicolae Bălan – Texte alese, Editura Arcade, Bistrița, 2004
- Timpul și cuvintele, Francisc Păcurariu, Editura Eikon, Cluj-Napoca, 2011
- Grigore Pletosu - Dogmatica Ortodoxă, Editura Renașterea, Cluj-Napoca, 2013
- Radu Săplăcan - Evocări și radiografii, Editura Eikon, 2014

## Volume colective de literatură și teologie (selectiv)
- Caietele de la Rohia, 1999, 2000, 2001
- Logos; Arhiepiscopului Bartolomeu, Editura Renașterea, Cluj-Napoca, 2001
- Primele mărturii despre Biblia jubiliară 2001, Editura Renașterea, Cluj-Napoca, 2003
- Umbra noastră Cuvântul (serile de poezie Nichita Stănescu – Desești, Sighetul Marmației, 1979-2003)
- Antologia poeților ardeleni, Târgu Mureș, 2004
- Generația Poetică '80 (Colocviile naționale de poezie de la Târgu Neamț, 1984-1993), Editura Princeps Elit, 2005
- Mihai Ursachi în amintirea contemporanilor, Editura Princeps Elit, 2006
- Adînc pe adînc, Editura Brumar, Timișoara, 2006
- Cuvinte – Almanah literar 2006, editat de Uniunea Scriitorilor din România – filiala Cluj
- Saeculum – Dincolo de nostalgii, Editura Eikon,Cluj-Napoca 2007
- Paradoxul creștin și cartea tinereții, Editura Reîntregirea, 2008
- O Antologia poeziei maramureșene, Editura Ethnologica, Baia Mare 2010
- Ion Pop șapte decenii de melancolie și literatură, Editura Eikon,Cluj-Napoca 2011
- N. Steinhardt în evocări, Editura Polirom, 2011

## Premii (selectiv)
- Premiul pentru eseu al revistei Convorbiri Literare pe anul 2005,
- Premiul pentru poezie pe anul 2000 al Editurii Dacia,
- Premiul Ioan Alexandru al Studioului de Radio Cluj,
- Premiul pentru Jurnal/ Memorialistică al Editurii Emia, Deva 2006,
- Premiul Uniunii Scriitorilor din România la Saloanele Liviu Rebreanu 2006,
- Premiul pentru poezie pe anul 2006 al Festivalului internațional de literatură Roland Gasparic, Iași,
- Premiul pentru poezie al Festivalului Lucian Blaga, Cluj, 2007;
- Premiul Filialei Uniunii Scriitorilor Cluj pe anul 2007 pentru cartea Primejdia mărturisirii. Convorbiri cu N. Steinhardt urmate de Jurnal, Editura Humanitas, 2007,
- Premiul Ministerului Culturii și Cultelor și al Revistei Poesis pentru Cartea anului – Sapientia 2007 – Jurnal discontinuu cu N. Steinhardt, Editura Paralela 45, 2007
- Premiul Alexandru Căprariu pe anul 2010 al Filialei Cluj a Uniunii Scriitorilor pentru volumul "Casa Teslarului"
- Premiul Societății Scriitorilor din Bistrița Năsăud pentru poezie pe anul 2010

## Au scris despre cărțile lui (selectiv)
în reviste
- N. Steinhardt., Gheorghe Grigurcu, Dan C. Mihăilescu, Cornel Ungureanu, Ileana Mălăncioiu, Alex Ștefănescu, Dan Ciachir, Teohar Mihadaș, Petru Poantă, Laurențiu Ulici, Andrei Moldovan, George Vulturescu, Ioan Vieru, Adrian Popescu, Ovidiu Pecican, Tudorel Urian, Al. Cistelecan, Ioan Moldovan, Ion Mureșan, Mircea Bârsilă, Mircea Petean, Viorel Gheorghiță, Alexandru Pintescu,  Lucian Vasiliu, Vasile Spiridon, C. Stănescu, Mircea Platon, Mircea A. Diaconu, Adriana Bittel, Ion Zubașcu, Marius Vasileanu, Mirela Roznoveanu, Claudiu Târziu, Ioan Holban, Vasile Dan, Horia Ungureanu, Adrian G. Romilă, Rita Chirian, Lucian Vasilescu, Olga Ștefan, Ștefan Manasia, Mihaela Ursa, Romulus Bucur, Emanuela Ilie, Adrian Alui Gheorghe, Marius Manta, Radu Țuculescu, Claudiu Komartin, Viorel Mureșan, Irina Petraș, Grigore Chiper, Luigi Bambulea, Irina Ciobotaru, Iulian Boldea, Octavian Soviany, Șerban Axinte, Florin Caragiu, Cristina Borșa.

în volume
- N. Steinhardt – Monologul polifonic, Editura Dacia, 1991, 2002,
- Andrei Moldovan – Erezii lirice,  Editura Limes, 2004
- Dan Ciachir – Cronica ortodoxă,  Editura Timpul, 2001
- Mircea Platon – Fără îndoială,  Editura Timpul, 2001
- George Vulturescu, Cronicar pe frontiera Poesis,  Editura Princeps Elit, 2006
- Mircea A.Diaconu – Atelierele poeziei,  Editura Ideea europeană, 2005
- Marius Vasileanu - În căutarea Duminicii. Sacrul și profan în epoca foiletonistică, Editura Paralela 45 2008
- Radu Țuculescu - Românul erectil, Editura Limes 2010
- Cezar Boghici - Sacrul și imaginarul poetic românesc din secolul al XX- lea Sibiu, Editura Psihomedia, 2010
- Gheorghe Parja - Livada cu prieteni și alte împrejurimi, Editura Proema, 2010
- Marius Vasileanu - Recurs la generozitate, Editura Eikon, 2011
- Gheorghe Grigurcu - Exerciții de adevăr, Editura Timpul, 2011
- Viorel Mureșan - Colecția de călimări, Editura Caiete Silvane, 2013
- Marius Manta - Literaturbahn, Editura Timpul, Iași, 2014
- Grigore Traian Pop - O mie și unu de poeți postdecembriști, vol.I, Editura Muzeul Literaturii Române, 2012
- Mihail Diaconescu - Teologia ortodoxă și arta cuvântului. Introducere în teoria literaturii, Editura Doxologia, 2014

## Inclus în
- Dicționarul Scriitori români din anii 80-90, Editura Paralela 45, 2001
- Dicționar Ilustrat. Clujul literar (1900-2005) alcătuit de Irina Petraș, Editura Casa Cărții de Știință, 2005
- Aurel Sasu – Dicționarul Biografic al Literaturii Române, Editura Paralela 45, 2006
- Dicționarul General al Literaturii Române, Editura Univers Enciclopedic, 2006
- Irina Petraș - Literatura română contemporană. Prelungiri, Casa Cărții de Știință, Cluj 2010

## Gazetărie
- Ca student redactează și devine primul redactor-șef al revistei Logos, editată de Institutul Teologic de Grad Universitar Cluj
- Împreună cu Lucian Valea, Cornel Cotuțiu și Ion Moise reeditează la Bistrița în anul 1990 revista Minerva
- Redactor șef al revistei Renașterea, serie nouă 1994-1996
- Fondator, cu Episcopul Serafim și Nicolae Stroescu Stânișoară al revistei Mitropoliei Ortodoxe din Germania Deisis (München) Redactor șef până în anul 1996 al acestei reviste
- reeditează, la Bistrița, în 2003, împreună cu Olimpiu Nușfelean, Virgil Rațiu, Andrei Moldovan și Ion Moise, revista de cultură Mișcarea literară, fondată de Liviu Rebreanu
- Inițiatorul seriei noi a publicației Revista Ilustrată, editată de Centrul Județean pentru Cultură Bistrița-Năsăud (2004)
- Rubrică permanentă cu titlul "Mic jurnal discontinuu" în revista Convorbiri Literare

## Colaborări la reviste de cultură (selectiv)
- Adevărul Literar și Artistic, Dacia Literară, Luceafărul, Minerva, Euphorion, România literară, Viața Românească, Interval, Arca, Amfiteatru, Convorbiri Literare, Vatra, Tribuna, Steaua, Renașterea, Cuvântul, Poesis, Echinox, Romania Liberă, Telegraful Român, Mișcarea Literară, Deisis (Munchen/Germania), Verso, Secolul XXI, Tabor, Familia, Apostrof, Timpul

## Traduceri (selectiv)
- Streiflicht – Eine Auswahl zeitgenössischer rumänischer Lyrik (81 rumänische Autoren), - "Lumina piezișă", antologie bilingvă cuprinzând 81 de autori români în traducerea lui Christian W. Schenk, Dionysos Verlag 1994, ISBN 3980387119
- „Un copac de sunete" - Poezie română contemporană (Hangok fála 2006, L'arbre a sons 2007, Un albero di suoni 2008,  Ein Baum Voller Klange 2008, Un arbol de sonidos 2009; ediții în limbile maghiară, franceză, italiană, germană, spaniolă), Editura Eikon.
- Este autorul prefeței la cartea Europa. Ad vitam aeterna de Gáal Aron, Budapesta, 2005
- Kortars roman irodalmi antologia. Antologie de literatură contemporană, Nemezeti tankonyvkiado Zrt, Budapesta 2009

## Documentare
- Inspirat de cartea de versuri "Casa teslarului", regizorul Radu Găină, realizează un documentar omonim difuzat pe TVR, TVR Internațional și HD.